# Винд Гап (Пенсилванија)
Винд Гап (енгл. Wind Gap) град је у америчкој савезној држави Пенсилванија.

## Демографија
По попису из 2010. године број становника је 2.720, што је 92 (-3,3%) становника мање него 2000. године.
| Група             | 2000.         | 2010.         |
| Белци             | 2.714 (96,5%) | 2.551 (93,8%) |
| Афроамериканци    | 13 (0,5%)     | 27 (1,0%)     |
| Азијати           | 19 (0,7%)     | 16 (0,6%)     |
| Хиспаноамериканци | 45 (1,6%)     | 87 (3,2%)     |
| Укупно            | 2.812         | 2.720         |